# アリソン・アシュリー・アーム
アリソン・アシュリー・アーム（Allisyn Ashley Arm, 1996年4月25日 - ）は、アメリカ合衆国出身の女優である。

## 出演作品

### テレビ
- サニーwithチャンス（ゾーラ・ランカスター）
- めっちゃ ソー・ランダム（ゾーラ・ランカスター）
- ジェイクとネバーランドのかいぞくたち（ストーミー）